# Theotima minutissima
Espèce
Synonymes
- Oonopinus minutissima Petrunkevitch, 1929
- Speocera bonaespei Brignoli, 1980
- Simonicera chamorro Brignoli, 1986

Theotima minutissima est une espèce d'araignées aranéomorphes de la famille des Ochyroceratidae.

## Distribution
Cette espèce se rencontre en Asie tropicale. Elle a été observée aux Philippines, en Indonésie, en Malaisie et en Thaïlande,.
Cette espèce a été introduite à Porto Rico, en Martinique, au Panama, à Guam, en Allemagne, en Tchéquie et en Hongrie.

## Habitat
Son habitat de prédilection est la litière composée de petites feuilles dans des forêts avec un étage inférieur de buissons, ou dans des forêts sombres et humides où les feuilles pourrissent plus facilement comme les forêts d’ébène. Elle vit préférentiellement en dessous de 800 mètres d’altitude.
Elle est particulièrement abondante dans la litière de feuilles de la forêt nationale d'El Yunque à Porto Rico. 

## Description
La femelle holotype mesure 0,965 mm.
Theotima minutissima mesure environ 0,9 mm.
Avec plus d’un millier de spécimens collectés depuis 1929, on n'a jamais rencontré aucun mâle, cette espèce se reproduit par parthénogénèse, comme d’autres espèces du genre Theotima.

## Systématique et taxinomie
Cette espèce a été décrite sous le protonyme Oonopinus minutissima par Petrunkevitch en 1929. Elle est placée dans le genre Theotima par Dumitrescu et Georgescu en 1983.
Speocera bonaespei a été placée en synonymie par Saaristo en 1998.
Simonicera chamorro a été placée en synonymie par Deeleman-Reinhold en 1995.

## Publication originale
- Petrunkevitch, 1929 : « The spiders of Porto Rico. Part one. » Transactions of the Connecticut Academy of Arts and Sciences, vol. 30, p. 1-158.